# Jaap van Achterbergh
Jacob (Jaap) Willem van Achterbergh (Amersfoort, 15 november 1882 - Amsterdam, 15 september 1948) was een Nederlands syndicalist.

## Levensloop
Van Achterberg was sinds de oprichting in 1907 actief in de Centrale Bond van Bouwarbeiders. Na een fusie met de Timmerliedenorganisatie werd hij in 1920 vicevoorzitter van de Algemene Nederlandse Bouwarbeidersbond (ANB).
Daarnaast was hij secretaris van de International Federation of Building Workers (IFBW) en diens opvolger de International Federation of Building and Wood Workers (IFBWW). Kort voor de Duitse inval tijdens de Tweede Wereldoorlog reisde hij met Henk Ringersma naar Kopenhagen om het vermogen van de IBBH, dat bij de ANB in beheer was, veilig te stellen. Vervolgens werd hij gearresteerd door de Duitse bezetter. Hij werd als voorzitter van de IFBWW opgevolgd door Jan Leliveld.